# Bomarea albimontana
Bomarea albimontana là một loài thực vật có hoa trong họ Alstroemeriaceae. Loài này được D.N.Sm. & Gereau miêu tả khoa học đầu tiên năm 1991.